# Sułowo (Bisztynek)
Pour les articles homonymes, voir Sułowo.
Sułowo est un village polonais de la voïvodie de Varmie-Mazurie, dans le powiat de Bartoszyce.